# Vaga de guionistes dels Estats Units de 2023
La vaga de guionistes dels Estats Units de 2023 és un conflicte laboral en curs entre el Sindicat de Guionistes dels Estats Units (Writers Guild of America o WGA, per les seves sigles en anglès), que representa als guionistes de cinema, de televisió i de ràdio que treballen en aquell país, i l'Aliança de Productors de Cinema i Televisió (Alliance of Motion Picture and Television Producers o AMPTP), que representa els principals estudis de cinema i televisió de Hollywood, i que va començar el 2 de maig de 2023. Aquesta és la interrupció més gran de la producció de televisió i cinema estatunidenca des de la pandèmia de COVID-19 de 2020. També és l'aturada laboral més gran per al Sindicat de Guionistes dels Estats Units des de la vaga de guionistes de 2007-2008.

## Qüestions
A banda dels augments salarials, valorats per el WGA en torn als 600 milions de dòlars, el principal punt d'enfocament en el conflicte laboral són els «residuals» dels mitjans de streaming, que són les compensacions econòmiques de les quals es beneficien els guionistes amb les reposicions per televisió de les obres en què han treballat. WGA afirma que la quota de l'AMPTP d'aquests «residuals» ha retallat gran part dels ingressos mitjans dels guionistes des de fa una dècada.
El 2020, l'últim acord bàsic mínim (MBA) es va convertir en l'acord de negociació col·lectiva que cobreix la major part del treball realitzat pels guionistes de WGA.

## Història
El 18 d'abril de 2023, el 97.85% dels membres del sindicat de guionistes WGA van votar a favor de fer vaga si no arribaven a un acord satisfactori amb l'AMPTP abans de l'1 de maig. AMPTP va participar en llargues negociacions amb la WGA en nom d'Amazon Studios, Apple Studios, NBCUniversal, Netflix, Paramount Global, Sony Pictures, The Walt Disney Company i Warner Bros. Discovery, però no va arribar a un acord abans del termini establert. Com a resultat, el Sindicat de Guionistes dels Estats Units de l'Oest (WGAW) i el Sindicat de Guionistes dels Estats Units de l'Est (WGAE) van aprovar per unanimitat una vaga la vigília del 2 de maig, la primera d'aquest tipus des de la vaga de 2007-2008 quinze anys abans.
The Hollywood Reporter va informar que la WGA havia establert algunes regles potencials per als guionistes durant la vaga. El Sindicat de Guionistes va declarar que "els guionistes no poden escriure, revisar, presentar o discutir projectes futurs amb empreses que són membres de l'AMPTP". Si els guionistes fan aquesta feina, s'enfrontaran a càstigs com ara multes, o fins i tot el desterrament del Sindicat.
El Sindicat de Guionistes també va afirmar que els pòdcasts de ficció produïts per empreses contra les quals el Sindicat i els seus membres estan en vaga, havien d'aturar la producció. El Sindicat va dir que esperaven que els guionistes de sèries d'animació no cobertes pel Sindicat de Guionistes, sinó pel Sindicat d'Animació, demanessin consell al Sindicat de Guionistes sobre si la seva feina com a guionistes anava o no en contra de les activitats de la vaga, i si fos així, cessar aquesta feina mentre tingués lloc la vaga. El Sindicat va assenyalar que encara que no poden castigar els guionistes que no siguin del Sindicat que escriguin per a empreses contra les quals el sindicat està en vaga, prometen prohibir a aquests guionistes la futura adhesió al Sindicat.
La WGA va ordenar als membres que comencessin a fer piquets el 2 de maig de 2023 a les 13:00 PDT. El 4 de maig de 2023, l'horari de piquets s'havia ampliat a dos torns de quatre hores, de 9 a 13 h i de 13 a 17 h. Deadline va informar dels següents estudis i esdeveniments com a llocs on la WGA havia previst fer piquets. A Los Angeles: Amazon/Culver Studios, CBS Radford, CBS Television City, Disney, Fox, Netflix, Paramount, Sony, Universal, Warner Bros i a la ciutat de Nova York: Broadway Stages, HBO, NBC Upfronts, Netflix Manhattan HQ, Netflix Upfront, Peacock NewFront, Silvercup East, Silvercup Studios, Steiner Studios, Warner Bros. Discovery, Warner Bros. Discovery Upfront i 30 Rock/NBCUniversal.

## Comitè de negociació del WGA
El WGA va anunciar els membres del seu comitè de negociació el novembre de 2022, amb David Young com a negociador en cap. El maig de 2023, Ellen Stutzman va ser la principal negociadora.
| - John August - Angelina Burnett - Kay Cannon - Yahlin Chang - Robb Chavis - Adam Conover | - Travis Donnelly - Ashley Gable - David A. Goodman (copresident) - Hallie Haglund - Eric Haywood - Eric Heisserer | - Greg Iwinski - Chris Keyser (copresident) - Luvh Rakhe - Erica Saleh - Danielle Sanchez-Witzel - James Schamus | - Tom Schulman - Michael Schur - David Shore - David Simon - Patric Verrone - Nicole Yorkin |

## Impacte en les produccions
Les produccions que no es van veure afectades per la vaga van ser els talk shows Gutfeld!, The Kelly Clarkson Show i The View, i la segona temporada de les sèries de televisió Good Omens, House of the Dragon i Rap Sh!t. Tampoc no va tenir repercussions en la producció cinematogràfica Superman (2025), prevista per a ser estrenada el 2025.
En canvi, les que sí van cancel·lar-se van ser els talk shows Jimmy Kimmel Live!, Last Week Tonight with John Oliver, Late Night with Seth Meyers, Real Time with Bill Maher, Saturday Night Live, The Daily Show, The Late Show with Stephen Colbert, The Talk i The Tonight Show Starring Jimmy Fallon, i les sèries Abbott Elementary (temporada 3), American Horror Story (temporada 12), Big Mouth (temporada 8), Cobra Kai (temporada 6), Night Court (temporada 2), Power Book III: Raising Kanan (temporada 3) i Yellowjackets (temporada 3).

## Reaccions
El Sindicat de Guionistes de Gran Bretanya (Writers' Guild of Great Britain o WGGB), amb seu al Regne Unit, va anunciar el seu suport a la vaga i va ordenar als seus membres que s'abstinguessin de treballar en projectes estatunidencs mentre durés la vaga. Els sindicats de guionistes d'Austràlia, del Canadà, d'Israel, d'Irlanda i de Suècia van fer el mateix. Els sindicats de guionistes d'Itàlia i França van fer declaracions de solidaritat en suport de la vaga, tot i que França no va desanimar els membres de treballar en projectes dels Estats Units durant la vaga.
Entre els actors i actrius que van fer de piquets hi havia Aidy Bryant, Jon Cryer, Frances Fisher, Rob Lowe, Natasha Lyonne, Allison Tolman i Cynthia Nixon, mentre que d'altres personalitats van mostrar el seu suport a l'acció dels piquets, com Yvette Nicole Brown, Jimmy Fallon, Mark Hamill, Brian Tyree Henry, Mindy Kaling, John Leguizamo, Jay Leno, Melanie Lynskey, Elizabeth Olsen, Amanda Seyfried, Olivia Wilde, Bob Odenkirk i Stephen Colbert.